# Jeravnai járás
A Jeravnai járás (oroszul Еравнинский район, burját nyelven Яруунын аймаг) Oroszország egyik járása Burjátföldön, székhelye Szosznovo-Ozerszkoje. A járás az elnevezését a táj neve (Jeravna) után kapta, ahol fekszik, ugyanerre vonatkozik a Kis- és a Nagy-Jeravnai-tó neve is.

## Népesség
- 2002-ben 18 783 lakosa volt, melyből 54% orosz, 44% burját.
- 2010-ben 18 705 lakosa volt, melyből 10 234 burját, 8 101 orosz, 98 tatár, 31 ukrán, 25 csuvas stb.